# Kościoły Chrystusowe
Kościoły Chrystusowe – nurt chrześcijaństwa zaliczany do ewangelikalizmu powstały w czasie drugiego wielkiego przebudzenia w Ameryce w XIX wieku.
Nurt wywodzi się z Ruchu Odnowy (Restoration Movement) którego głównymi działaczami byli Barton W. Stone oraz Thomas Campbell.
Barton W. Stone oraz Thomas Campbell byli pastorami kościołów prezbiteriańskich. Ich zamierzeniem nie było tworzenie nowego wyznania, lecz przywrócenie jedności wśród chrześcijan poprzez odrzucenie wszelkich denominacyjnych wyróżników i powrót do prostoty Kościoła Nowego Testamentu.
W Stanach Zjednoczonych i Kanadzie można wyróżnić trzy nurty ruchu zapoczątkowanego przez Stone’a i Campbella:
- Churches of Christ – największy nurt tego wyznania w Ameryce; gałąź najbardziej konserwatywna (praktykuje się w niej m.in. wyłącznie śpiew a'capella, kobiety nie głoszą słowa);
- Christian Churches – drugi co do wielkości nurt w Ameryce; tworzą go głównie zbory umiarkowanie konserwatywne;
- Disciples of Christ – nurt liberalny.

## Nazwa
Najczęstsze nazwy używane przez Kościoły tego ruchu to Uczniowie Chrystusa, Społeczność Chrystusowa lub Kościół Chrystusowy. Ruch ten często nazywa się również Ruchem Stone’a-Campbella od nazwisk jego twórców, inną nazwą stosowaną na wiernych Kościołów Chrystusowych są campbellici.

## Charakterystyka
Ruch silnie akcentuje kongregacjonalny ustrój kościołów, często ograniczając do minimum lub całkowicie rezygnując z jakichkolwiek władz centralnych, ponadzborowych, dlatego też nie istnieje żadne wyznanie wiary czy księga symboliczna będąca podstawą dla całego ruchu. Niemniej jednak podstawowe założenia i cel ruchu zawarty został w ogłoszonym przez Campbella dokumencie „Deklaracja i wezwanie”.
Wspólne dla całego ruchu są na ogół następujące praktyki:
- Kongregacjonalny ustrój kościołów, wyrażający się w pełnej autonomii zborów, z ograniczoną rolą struktur ponad zborowych (denominacje, unie itp);
- ograniczenie formalnych wyznań wiary do minimum lub całkowita z nich rezygnacja;
- chrzest przez całkowite zanurzenie.

## Kościoły Chrystusowe w Polsce
W Polsce ruch ten obejmuje trzy wspólnoty wyznaniowe:
- Kościół Chrystusowy w RP – największa z nich, wspólnota umiarkowanie-konserwatywna;
- Kościół Chrystusowy w Polsce – druga co do wielkości wspólnota, praktykuje śpiew a'capella;
- Zrzeszenie Kościołów Chrystusowych w RP – wspólnota powstała w wyniku wystąpienia kilku zborów z Kościoła Chrystusowego w Polsce.